# Ron Kirk
Pour les articles homonymes, voir Kirk.
Ronald Kirk dit Ron Kirk, né le 27 juin 1954 à Austin, est un avocat et homme politique américain membre du Parti démocrate. Représentant américain au commerce de 2009 à 2013, il fut auparavant secrétaire d'État du Texas (1994-1995) puis le 57e et premier maire Afro-Américain de Dallas de 1995 à 2002. Il se présenta sans succès à l'élection texane pour le Sénat fédéral de 2002. Entre 2009 et 2013, il est le représentant américain au commerce.

## Source
- (en) Cet article est partiellement ou en totalité issu de l’article de Wikipédia en anglais intitulé « Ron Kirk » (voir la liste des auteurs).